# Praia Seca (Araruama)
Praia Seca
Praia Seca  é o quarto distrito do município de Araruama (RJ), localizado na Região dos Lagos, e é parte da Restinga de Massambaba. Praia Seca se estende por uma faixa arenosa extensa entre a Lagoa de Araruama e o Oceano Atlântico e é entrecortado pela Lagoa Vermelha, pela Lagoa de Pitanguinha e pela Lagoa da Pernambuca, além de alguns brejos. Por causa de suas praias extremamente bonitas, a prefeitura de Araruama apelidou o distrito de "A Cancún Brasileira". 
O distrito de Praia Seca está integralmente incluído na Área de Preservação Ambiental (APA) de Massambaba, unidade de conservação notável pela vegetação de restinga e de bioma da Mata Atlântica, rico em biodiversidade e com flora, fauna e vegetação características. 
Há 10 praias no distrito, incluindo todas as quatro praias oceânicas de Araruama: Praia do Dentinho, Praia do Raposo, Praia do Vargas, Praia da Pernambuca (oceânicas); Praia do Perauaçu, Praia do Villagio D'Itália, Praia do Tomé. Praia dos Nobres, Praia das Virtudes, Praia do Pneu (na orla da Lagoa de Araruama).

## História
O colonizador português ao chegar nessa região, encontrou uma vasta área recoberta de sal entre a lagoa e o oceano e concluiu equivocadamente que naquela região o mar havia secado; Por isso o nome desse local virou Praia Seca e perdura até hoje.
Existia-se uma indefinição sobre qual município iria administrar Praia Seca. Por ser um famoso caso de exclave durante os anos 1980 havia uma disputa entre Arraial do Cabo, Araruama e Saquarema sobre quem ficaria com o Distrito de Praia Seca. O governador do estado do Rio de Janeiro na época, Marcello Alencar decidiu por lei estadual que o distrito ficaria em definitivo  sobre os cuidados do município de Araruama. Já que a referida cidade não teria saída pro mar sem Praia Seca. 
Em 12 de outubro de 1995, mediante lei estadual Praia Seca se torna o 4° Distrito de Araruama, dando fim a uma disputa de quase um século entre os três municípios, desde a emancipação de Araruama da cidade de Saquarema, em 1859.

## Turismo
Praia Seca sediou vários eventos esportivos em 2010, tais como windsurf e canoagem, atraindo inúmeros turistas para a região.
Atualmente é o principal Distrito de Araruama para o Turismo, sendo todos ao anos visitada por milhares de turistas do país inteiro e até mesmo do mundo, principalmente nas épocas: Natal (Dezembro), Reveillon (Dezembro e Janeiro) e Carnaval (Fevereiro).

## Economia
A economia do distrito de Praia Seca se baseia principalmente pelo turismo, que são atraidas milhares de pessoas até suas extensas e belas praias oceânicas, mas o distrito também tem como base a pesca, o comércio e principalmente a extração de sal que é muito abundante nessa região, pois Praia Seca ainda é um distrito em expansão e desenvolvimento.
O sal é bem abundante em Araruama (extraído principalmente no distrito de Praia Seca, é um dos maiores de todo o Estado do Rio de Janeiro e todo o Brasil), por isso as principais indústrias se focalizam nisso; sendo extremamente bom para o município pois gera pouca ou nenhuma poluição, mantendo todo o equilíbrio e o ecossistema da Região dos Lagos.

## Inauguração doferry boat
Em 14/08/2020, a Prefeitura de Araruama inaugurou o serviço de transportes por ferry boat, que significa "barco de passagem" e que fará a ligação aquaviária entre o centro da cidade e e o distrito de Praia Seca. Para a instalação do serviço foram construído dois píeres de 60 m cada (um no centro de Araruama e outro em Praia Seca). Duas embarcações fazem a travessia diária em horários planejados. Os píeres são estações com deck para embarque, bilheteria, sanitários equipados para pessoas com necessidades especiais e pátio de espera. A travessia leva de 15 a 20 minutos.

## Slogans
- "Praia Seca: A Cancún Brasileira"
- "Praia Seca: A Costa do Sol"